# Meridiano 166 W
O meridiano 166 W é um meridiano que, partindo do Polo Norte, atravessa o Oceano Ártico, América do Norte, Oceano Pacífico, Oceano Antártico, Antártida e chega ao Polo Sul. Forma um círculo máximo com o Meridiano 14 E.
Começando no Polo Norte, o meridiano 166º Oeste tem os seguintes cruzamentos:
| País, território ou mar | Notas |
| ----------------------- | --- |
| Oceano Ártico           | |
| Mar de Chukchi          | |
| Estados Unidos          | Alasca |
| Mar de Chukchi          | |
| Mar de Bering           | |
| Estados Unidos          | Península de Seward, Alasca |
| Mar de Bering           | Passa a leste da Ilha Sledge, Alasca, Estados Unidos |
| Estados Unidos          | Parte continental do Alasca e também Ilha Krekatok e Ilha Neragon |
| Mar de Bering           | |
| Estados Unidos          | Ilha Nunivak, Alasca |
| Mar de Bering           | |
| Estados Unidos          | Ilha Akutan, Alasca |
| Oceano Pacífico         | Passa a leste da Ilha Unalga, Alasca, Estados Unidos · Passa a leste da Ilha Sedanka, Alasca, Estados Unidos · Passa a leste dos French Frigate Shoals, Havai, Estados Unidos · Passa a oeste do Atol Pukapuka, Ilhas Cook |
| Oceano Antártico        | |
| Antártida               | Dependência de Ross, reivindicada pela Nova Zelândia |